# 韓樹南
韓樹南（？—？），漢朝（東漢）益州漢中郡南鄭人，漢中郡功曹趙子賤之妻。
梁冀殺死李固後控制漢桓帝下詔給漢中郡要求殺死棄官逃回家鄉的李固二子李基、李茲。漢中太守認為李固是被梁冀冤殺，並沒有立即捉拿二人。李基、李茲號稱服藥自殺，叫家人準備棺材，自己卻打算逃亡。趙子賤害怕朝廷會追究，打算派人去查驗李固二子是否死亡，但韓樹南反對。趙子賤不聽。最終李固二子被發現未自殺，並被處決。梁冀自殺後，李固另一子李燮回到漢中家鄉，趙子賤害怕李燮報仇，僱人刺殺李燮。但被李燮發覺，並向官府告發。趙子賤最終被處決。趙子賤臨終前，韓樹南向其發誓一定會殉夫。韓樹南娘家得知，韓樹南的兄、弟、嫂包括奴婢在內日夜看護韓樹南以防不測。百餘天後，韓樹南親人放鬆警惕，韓樹南也表示自己不會自殺。他們都相信了。但沒多久韓樹南趁著他們不注意而自殺。